# Lillasjö (Öxnevalla socken, Västergötland)
Lillasjö är en sjö i Marks kommun i Västergötland och ingår i Viskans huvudavrinningsområde.